# Myriam Bédard
Myriam Bédard (* 22. Dezember 1969 in Neufchâtel, heute ein Stadtteil von Québec) ist eine ehemalige kanadische Biathletin und zweifache Olympiasiegerin. Außerdem konnte sie mit ihren Erfolgen bei den Biathlon-Weltmeisterschaften 1993 in Borowez als bisher einzige Frau Medaillen bei einer Biathlon-Weltmeisterschaft für Kanada erringen. Bevor Susan Dunklee bei den Biathlon-Weltmeisterschaften 2017 im österreichischen Hochfilzen die Silbermedaille im Massenstart gewann, war sie auch die einzige Frau aus Nordamerika, die bei Biathlonweltmeisterschaften eine Medaille gewinnen konnte.

## Leben
Myriam Bédard hat gemeinsam mit dem ehemaligen Biathleten Jean Paquet eine Tochter. Nach der Scheidung von ihrem ersten Mann heiratete Myriam Bédard den im Iran geborenen Maler und Fotografen Nima Mazhari.

## Biathlonkarriere
Bédard lernte im Alter von 14 Jahren zu schießen, als sie Kadettin der kanadischen Armee wurde. Mit 15 Jahren nahm sie an ihrem ersten Biathlonwettkampf teil. Mit 18 wurde sie kanadische Juniorenmeisterin. 1990 in Ruhpolding gewann Bédard als erste Kanadierin überhaupt einen Biathlon-Weltcuplauf.
Bei den Olympischen Winterspielen 1992 in Albertville − als Frauen erstmals an Biathlon-Wettkämpfen teilnehmen durften − gewann sie über 15 Kilometer die Bronzemedaille. Im folgenden Jahr gewann sie ihren ersten wichtigen Titel, als sie über 7,5 km Weltmeisterin wurde; im Rennen über 15 Kilometer wurde sie Zweite. Bei den Olympischen Winterspielen 1994 in Lillehammer wurde sie sowohl über 7,5 als auch über 15 Kilometer Olympiasiegerin. In der Gesamtweltcupwertung konnte sie die Saison 1990/91 und auch 1992/93 als Zweite abschließen.
Sie zog sich wegen der Geburt ihrer Tochter vorübergehend vom Leistungssport zurück. Bédards Comeback war allerdings nicht sehr erfolgreich, da sie durch Verletzungen behindert wurde. 1998 trat Bédard vom Biathlonsport zurück. Später kündigte sie an, als Eisschnellläuferin starten zu wollen, verfolgte dieses Ziel aber nicht allzu lange. Bédard gehörte einige Zeit dem Exekutivrat der Internationalen Biathlon-Union an und amtierte als Vizepräsidentin.

### Bilanz im Biathlon-Weltcup
Die Tabelle zeigt alle Platzierungen (je nach Austragungsjahr einschließlich Olympische Spiele und Weltmeisterschaften).
- 1.–3. Platz: Anzahl der Podiumsplatzierungen
- Top 10: Anzahl der Platzierungen unter den ersten zehn (einschließlich Podium)
- Punkteränge: Anzahl der Platzierungen innerhalb der Punkteränge (einschließlich Podium und Top 10)
- Starts: Anzahl gelaufener Rennen in der jeweiligen Disziplin

| Platzierung | Einzel | Sprint | Verfolgung | Massenstart | Staffel | Gesamt |
| ----------- | ------ | ------ | ---------- | ----------- | ------- | ------ |
| 1. Platz    | 2      | 2      |            |             |         | 4      |
| 2. Platz    | 3      | 1      |            |             |         | 4      |
| 3. Platz    | 2      |        |            |             |         | 2      |
| Top 10      | 13     | 11     |            |             | 1       | 25     |
| Punkteränge | 16     | 15     |            |             | 9       | 40     |
| Starts      | 25     | 32     | 3          |             | 9       | 69     |

(Daten möglicherweise unvollständig)

## Affären
Kurz nach dem Rücktritt von Premierminister Jean Chrétien im Dezember 2003 wurde Kanada von einer Wahlspendenaffäre erschüttert, in der die Liberale Partei Kanadas und zahlreiche kanadische Großunternehmen verwickelt sind. Am 27. Februar 2004 gab Bédard öffentlich bekannt, dass sie 2002 ihren Marketingjob bei der Eisenbahngesellschaft VIA Rail aufgeben musste, nachdem sie die undurchsichtigen Geschäftsbeziehungen mit der Werbefirma GroupAction kritisiert hatte. Diese Aussage führte eine Woche später zum Rücktritt des Präsidenten und des Vizepräsidenten der Gesellschaft. Im Verlauf der Affäre wurden Verwicklungen von GroupAction bis hinauf zu engsten Mitarbeitern des ehemaligen Premierministers bekannt.
Ende März 2004 machte Bédard eine weitere eidesstattliche Aussage, die jedoch weitherum auf Skepsis stieß. Sie behauptete, es sei ihr mitgeteilt worden, dass GroupAction im Drogenhandel tätig sei und dass ihr Partner Premierminister Jean Chrétien persönlich davon überzeugt habe, keine kanadischen Truppen nach Irak zu schicken. Weiter gab sie an, dass Formel-1-Fahrer Jacques Villeneuve 12 Millionen Dollar erhalten haben soll, damit er die kanadische Flagge auf seinem Rennanzug trägt. Villeneuve widersprach heftig und nannte diese Behauptung „lächerlich“. Ein Untersuchungsbericht kam später zum Schluss, dass Bédard VIA Rail freiwillig verlassen hatte.

## Entführung ihrer Tochter
In einer landesweiten Fahndung wurde sie 2006 wegen der mutmaßlichen Entführung ihrer 11-jährigen Tochter Maude gesucht. Ihr früherer Ehemann hatte die Polizei wegen der Nichteinhaltung von Sorgerechtsauflagen eingeschaltet. Hintergrund war, dass Bédard sich mit ihrem jetzigen Ehemann gegen Anschuldigungen zur Wehr setzte, dieser habe zwanzig Bilder der kanadischen Künstlerin Ghitta Caiserman-Roth gestohlen. Das Paar hatte sich daraufhin in die USA abgesetzt und von dort in Briefen an Institutionen und bekannte Persönlichkeiten eine Hetzjagd der kanadischen Behörden gegen sich beklagt. Der „terrorisme bureaucratique des fonctionnaires canadiens“ (bürokratische Terrorismus kanadischer Verwaltungen) bedrohe sie und ihren Mann. Nach ihrer Verhaftung und Überstellung an die kanadischen Behörden wurde sie im September 2007 der Kindesentführung für schuldig befunden. Sie wurde wegen Verletzung des Sorgerechts zu einer zweijährigen Bewährungsstrafe verurteilt und kann somit ihre Aufgaben im internationalen Biathlonsport nicht mehr wahrnehmen.
Die Affären und widersprüchlichen Aussagen Bédards wurden in einer breiten Öffentlichkeit wahrgenommen und machten sie zum Gegenstand von Parodien und Gespött, aber auch Mitleid. Da sie immer noch sehr populär ist, wurden Stimmen laut, ihr Ehemann Mazhari sei ihr Guru und sie stehe vollkommen unter seinem Einfluss, er sei ein wirklichkeitsfremder Verschwörungstheoretiker und manipuliere sie.

## Auszeichnungen
- Sportler des Jahres 1994 in Kanada (Lou Marsh Trophy)
- Kanadas beste Athletin 1994 (Bobbie Rosenfeld Award)
- Herausragende kanadische Sportlerin 1994 (Velma Springstead Trophy)
- Ehrenmitglied des Royal Military College of Canada
- Das Myriam Bédard Training Centre in Saint-Gabriel-de-Valcartier ist nach ihr benannt